# 東京ヴィデオ・ホール
東京ヴィデオ・ホール（とうきょうヴィデオホール）は、かつて東京都千代田区有楽町1丁目9番4号の蚕糸会館（当時）6階に存在したラジオ・テレビの公開番組向けの賃貸スタジオである。有楽町ビデオホール、ビデオホール、とも通称されていた。

## 開場
戦後の東京では、全国で6番目の中波放送（AM放送）ラジオの民間放送事業者として1951年（昭和26年）12月25日にラジオ東京、8番目の中波放送（AM放送）ラジオの民間放送事業者として1952年（昭和27年）3月31日に財団法人日本文化放送協会が続々と開局した。その後も中波放送（AM放送）ラジオ局の開局が見込まれ、また戦前から実験放送を繰り返していたテレビ本放送の開始が見込まれていた当時、各放送局内のスタジオだけでは番組制作に能力不足が予想され、各局で共用できるスタジオが必要とされていた。
当時、新大阪新聞社・新日本放送・毎日オリオンズの設立に関係するなど毎日新聞社グループで要職を歴任していた小谷正一が独立後1953年（昭和28年）10月31日にラジオ・テレヴィ・センターを設立し、有楽町の蚕糸会館6階に約400名を収容可能で公開番組に対応した賃貸スタジオである「東京ヴィデオ・ホール」を開設した。

## 開局ラッシュ・最盛期
東京では同年2月1日にNHK総合テレビジョンが開局し、8月28日には日本テレビが開局した。1954年（昭和29年）7月14日、蚕糸会館に隣接した糖業会館にニッポン放送が開局し、1950年代半ば過ぎから1955年（昭和30年）4月1日にKRテレビ（ラジオ東京テレビ）、1959年（昭和34年）2月1日に日本教育テレビ（NETテレビ）、1959年（昭和34年）3月1日にフジテレビジョンと民間放送のテレビ局が続々と開局した。
黎明期の民間放送ラジオやNHKを含むテレビ放送は関係者もすべてにおいて手探りで試行錯誤しており、番組制作のノウハウもゼロに近いといっても過言ではない程に乏しく、娯楽番組はスタジオ録音のラジオドラマや生放送が主流であったテレビドラマの他には落語・講談・浪曲・漫才といった演芸、邦楽・クラシック・ジャズなどの音楽など、既存の芸能や芸術を中心に据えた公開放送番組を製作するのが手っ取り早いという事情があり、開場当初からホールの利用は盛況を極めた。
さらに、本来の設立目的である公開放送番組用の賃貸スタジオとしての機能に加えて、不足していた番組制作スタジオの代用として観客を入れない非公開放送番組の収録、さらに番組制作・編集のスペースとしても便利に使用され、連日夜中までスケジュールが埋まっていた。
ラジオやテレビの公開放送番組の中継や収録以外に、通常の賃貸ホールとしても使用された。1954年（昭和29年）12月の第75回から第四次落語研究会の会場になり、1958年（昭和33年）4月19日の最終公演まで続いた。1962年（昭和37年）9月29日に始まった創作落語会の初期にも使用された。1954年（昭和29年）から音楽イベント「ウエスタンカーニバル」が開催され、1958年（昭和33年）日劇ウエスタンカーニバルに発展した。当時流行のジャズコンサートや自主製作映画の上映会、写真展にも使用された。

## 衰退期・閉鎖へ
1957年（昭和32年）に同じ有楽町1丁目によみうりホールが開設され、日本テレビ系列の公開放送番組に使用され始めた。その頃には各放送局とも自前のスタジオを確保していき、放送用に特化しない一般のホールも多数建設された。
AM放送の民間放送ラジオの番組は、この頃から聴取者の嗜好を分析してターゲットを絞った製作方針を取り始め、番組編成も朝・午前・昼・午後・夕方・夜と時間帯別に区切られ、1965年（昭和40年）頃には生放送のワイド番組中心にシフトしていった。公開放送は街中の店舗やイベント会場などにレポーターが出向いて行くスタイルに変化していき、観客をホールに呼び寄せる従来型の公開放送番組はAMラジオから減少していった。
テレビの公開放送番組は盛況であったが、元来が古い雑居ビルである蚕糸会館には機材搬入出用エレベーターが存在せず、正面入り口から狭いエントランス経由で乗用エレベーターを使用して6階まで機材を搬入出しなければならず、決して使い勝手が良いとは言い難かった東京ヴィデオ・ホールに集中していた公開放送番組の中継や収録、および各種イベントは、より使い勝手の良い他の会場に分散されていった。
運営主体は1968年（昭和43年）2月に共同テレビジョンに変わり、以降は同じフジサンケイグループのフジテレビや文化放送、ニッポン放送の公開番組を主体に運用されていた。カラーテレビの中継に対応していなかったため、機器入れ替えの費用対効果を検討した結果、1971年（昭和46年）9月に閉鎖された。ヴィデオ・ホール跡はその後事務所に改装された。
蚕糸会館は老朽化に伴い1983年（昭和58年）に現在のビルに建て替えられている。

## 収録された番組
- 昨日のつづき（ラジオ関東（現・アール・エフ・ラジオ日本）
- トリス・ジャズ・ゲーム（文化放送）

ロイ・ジェームスの司会で、ビッグ・フォアがレギュラー出演した。
- お笑いタッグマッチ（フジテレビ）
- お昼のゴールデンショー（フジテレビ）